# Город сотен домн
«Город сотен домн» (яп. キューポラのある街: купора-но ару мати; другие варианты перевода — «Город, где льют чугун»; «Город купола»; в советском прокате демонстрировался под названием «Всегда существует завтра») — фильм-драма, которым режиссёр Кириро Ураяма дебютировал в кинематографе в 1962 году. Фильм снят по повести Тиё Хаябунэ. На церемонии награждения кинопремии «Голубая лента» назван лучшим фильмом 1962 года.

## Сюжет
В фильме, действие которого происходит в начале 1960-х годов,  показана повседневная жизнь семьи потомственного металлурга из Кавагути, промышленного пригорода Токио.
Главная героиня, пятнадцатилетняя весёлая и общительная Дзюн мечтает о поступлении в гимназию, хотя её семья бедна и не может оплатить обучение. Финансовое положение семьи обостряется появлением у матери ещё одного, четвёртого ребёнка. Отец Тацугоро потерял работу и с горя начал пить. Молодой рабочий Кацуми, который дружит с Дзюн, всячески пытается помочь её отцу вновь найти работу.
В финале фильма отец Дзюн находит другую работу и обещает бросить пить. Дзюн, тем временем, уже начала работать и намерена самостоятельно оплачивать своё образование.

## В ролях
- Саюри Ёсинага — Дзюн
- Мицуо Хамада — Кацуми Цукамото
- Эйдзиро Тоно — Тацугуро Исигуро (отец Дзюн)
- Сёити Одзава — учитель Дзюн
- Токуко Сугияма — Томи (мать Дзюн)
- Такэси Като — господин Нода
- Таниэ Китабаяси — Умэ
- Кин Сугаи — Миё
- Ёсио Итикава — Такаюки
- Томио Аоки — рабочий на заводе
- Тайдзи Тонояма — Мацунага

...В картине правдиво воссоздана атмосфера жизни рабочего квартала: в этом, наряду с уроками «независимых», заметно и влияние итальянского неореализма, о приверженности к которому Ураяма заявлял неоднократно. Стилистика фильма скромна и сдержанна. Без всяких прикрас изображено нищее существование рабочего городка. Здесь даже сама природа убита близостью плавильных печей: небо серое, трава жухлая. Серо-чёрный колорит ленты соответствует трудному и однообразному существованию людей. Эпизоды, пронизанные тонким лирическим настроением, также не несут в себе радостного начала. Запоминается косой дождь, словно размывший контуры унылого посёлка. Вдали по маленькому мостику через грязную речушку неверной походкой возвращается домой подвыпивший Тацугоро. И в другом месте: по отливающей тяжёлым блеском водной глади на украденной лодке катаются прогулявшие школу мальчишки. Таких кадров в картине немного, но они придают ей поэтическую атмосферу.

## Премьеры
- — 8 апреля 1962 года состоялась национальная премьера фильма в Токио[3].
- — мировая премьера состоялась в мае 1962 года в рамках Каннского МКФ.[3].
- — фильм демонстрировался в советском кинопрокате с 25 мая 1964 года под названием «Всегда существует завтра»[4].

## Награды и номинации
- Премия Ассоциации кинорежиссёров Японии
- Премия «Голубая лента»
- 13-я церемония награждения (1963 год)[5]

- Премия за лучший фильм 1962 года.
- Премия лучшей актрисе 1962 года — Саюри Ёсинага.
- Премия лучшему дебютанту 1962 года — режиссёр Кириро Ураяма.

- Кинопремия «Майнити» (1963)

- Премия лучшему актёру второго плана — Эйдзиро Тоно (за роли в двух кинолентах: «Город сотен домн» и «Вкус сайры»).

- Премия журнала «Кинэма Дзюмпо» (1963)

- Фильм выдвигался на премию «Кинэма Дзюмпо» в номинации за лучший фильм года, по результатам голосования занял 2-е место.

- Каннский кинофестиваль (1962)

- Номинация на Главный приз Золотую пальмовую ветвь.

В ноябре 1975 года токийский кинотеатр «Маруноути» организовал фестиваль выдающихся фильмов японского послевоенного кино, показав наряду с киноклассикой («Расёмон» Куросавы, «Поздней весной» Одзу, «Памятник лилиям» Имаи, «Бирманская арфа» Итикавы и др.) и первую работу Ураямы. При подведении итогов фестиваля оказалось, что картину «Город сотен домн» посмотрело наибольшее после «Расёмона» число зрителей.

## Комментарии
1. ↑  Русское название «Город, где льют чугун» распространено в советском киноведении, в том числе в «Кинословаре» 1986 года издания (стр. 523), в книге Инны Генс «Бросившие вызов: Японские кинорежиссёры 60-70-х гг.» (стр. 179-186), под названием «Город купола» фильм упомянут в сети на сайте «КиноПоиск» и некоторых других. Под названием «Город сотен домн» фильм вышел в русском переводе на торрент-трекерах.
2. ↑  В советском прокате фильм демонстрировался с 25 мая 1964 года под названием «Всегда существует завтра», р/у Госкино СССР № 1074/64 (до 1 апреля 1974 года), дублирован на к/ст. «Мосфильм» — опубликовано: «Каталог фильмов действующего фонда. Выпуск II: Зарубежные художественные фильмы», Инф.-рекл. бюро упр. кинофикации и кинопроката комитета по кинематографии при Совете министров СССР, М.-1972, стр. 24.